# Bellevue (Washington)
Bellevue è una città degli Stati Uniti d'America, nella contea di King, nello Stato di Washington. Sorta come sobborgo di Seattle, stretta ad ovest da questa, e ad est dal Lago Washington, ha vissuto una notevolissima crescita demografica che non si è ancora arrestata: 12 809 abitanti nel 1960, 61 102 nel 1970, 73 903 nel 1980, 86 874 nel 1990, 109 569 nel 2000, 147 599 nel 2018.